# Hypotheek- en Spaarmaatschappij van Antwerpen

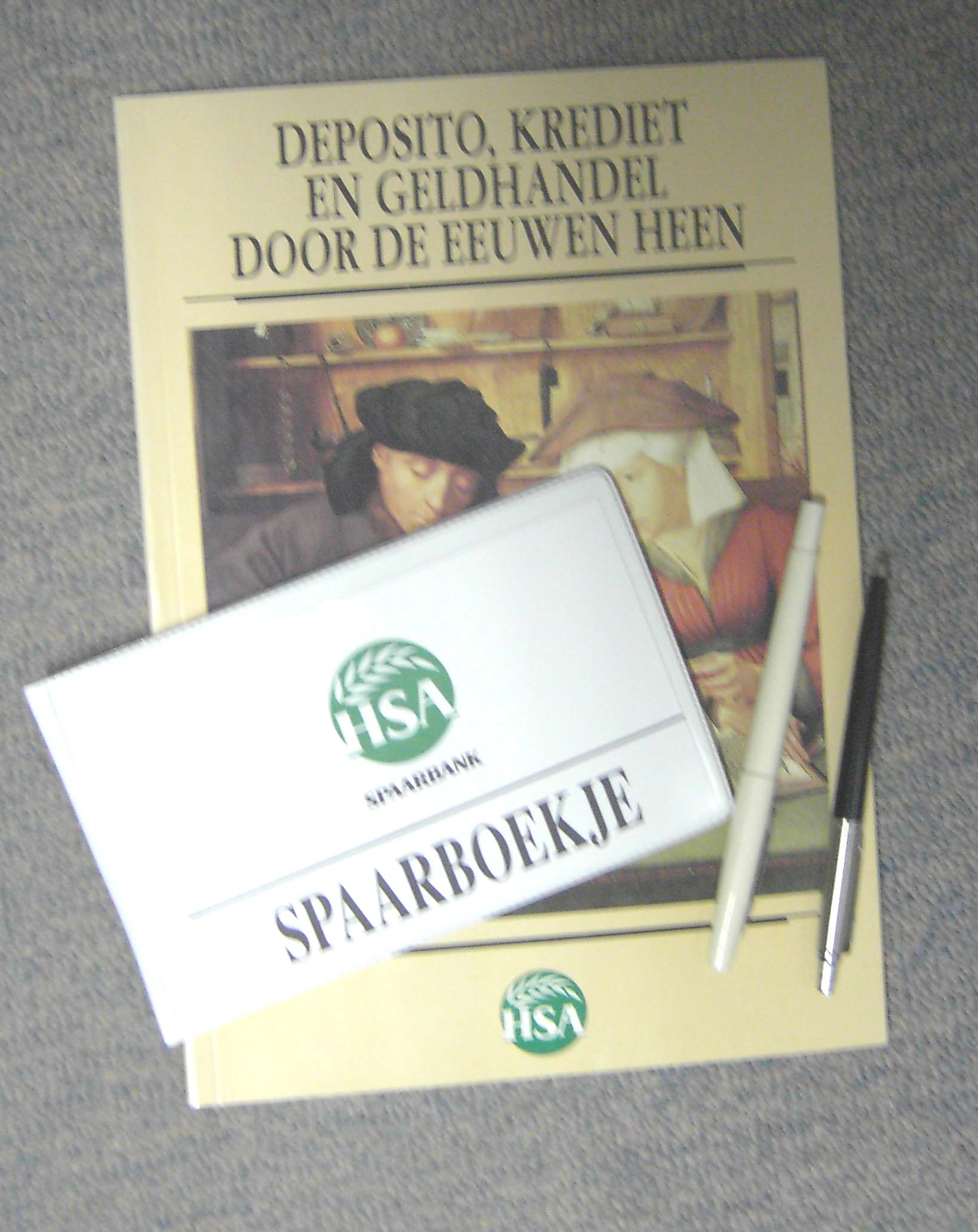
HSA-boek en boekje.

Hypotheek- en Spaarmaatschappij van Antwerpen of HSA was een Belgische financiële instelling opgericht op 7 juli 1938, met een maatschappelijk kapitaal van 5 miljoen BEF (€ 112.765). Het was een dochtermaatschappij van de Almanij. De hoofdzetel was gevestigd in de Mechelsesteenweg 176-178 in Antwerpen.
De opdracht was het verwerven van spaargelden die herbelegd werden in overheidsfondsen en hypotheekleningen. Geleidelijk werd het een spaarbank met allerlei diensten en producten.
In 1975 fuseerde de HSA met Spaarcentrale, de vroegere Centrale Hypotheek- en Verzekeringskas (CHVK), waarvan de grootste aandeelhouder Hamburg Mannheimer was. In 1984 werd de Landsspaarkas overgenomen en vanaf 1986 werd de verkorte naam HSA gebruikt.
Het kantorennet werd uitgebaat door zelfstandige kantoorhouders en werd in 1997 gefuseerd met zustermaatschappij Spaarkrediet, om in 1999 te veranderen in de naam Centea. Centea zelf werd in 2011 overgenomen door Landbouwkrediet en gingen vanaf 2013 verder samen als Crelan.